# Orlando Ortiz
Orlando Ortiz (Tampico, Tamaulipas, México, 19 de enero de 1945 - Ciudad de México, 10 de septiembre de 2021) es un escritor mexicano que ha incursionado en los géneros: novela, cuento, ensayo, cómic, crónica y antología. Resaltan, entre sus obras, la novela En caso de duda, la antología La violencia en México, el cómic Torbellino y Diré adiós a los señores, este último un ensayo histórico acerca de la vida cotidiana de la época del imperio de Maximiliano de Habsburgo y Carlota.

## Datos biográficos
En 2006 recibió el reconocimiento como Creador Emérito por el Instituto Tamaulipeco para la Cultura y las Artes, y en 2012, un homenaje por su trayectoria literaria dentro del ciclo “Protagonistas de la Literatura Mexicana” del INBA.
Llegó a la Ciudad de México en 1963 e ingresó a la UNAM, en donde estudió la carrera de Letras Españolas. Posteriormente estudió Letras Hispánicas en la Universidad Autónoma Metropolitana, plantel Iztapalapa.
Obtuvo en 1968 el premio “Beca Martín Luis Guzmán” por la novela En caso de duda, y de entonces a la fecha ha publicado más de treinta libros en diversos géneros: novela, cuento, ensayo, crónica de viaje, ensayo-crónica, antologías, librocómic y cómic; también ha realizado la selección y presentación de varios libros que recogen algunos trabajos de alumnos de sus talleres.
Asimismo, ha incursionado en la literatura infantil y juvenil, y ha publicado varias novelas y cuentos.

## Tallerista
Desde 1972 ha impartido diversos talleres de narrativa, formado parte de comisiones dictaminadoras para diversos fondos estatales, y ha fungido como jurado en diversos certámenes literarios nacionales e internacionales. Coordina el taller de cuento de la Fundación para las Letras Mexicanas.

## Otras actividades
Ha sido también guionista, articulista, periodista, redactor, director creativo, conferencista y docente.

## Colaboración en publicaciones
Ha colaborado con diversas revistas, suplementos culturales y diarios del país.  Fue miembro del Consejo Editorial de la Revista Fronteras… y coordinador editorial de la revista Ventana Interior, publicada por el Fondo Regional para la Cultura y las Artes del Centro Occidente. Colabora en “La Jornada Semanal”, suplemento cultural del diario La Jornada.

## Obra publicada

### Novela
- En caso de duda (1968)
- Una muerte muy saludable (1996)
- Vidrios rotos (1998)
- Una muerte muy saludable (libro electrónico) (2012)
- Vidrios rotos (2013)
- En caso de duda (libro electrónico) (2013)

### Cuento
- Sin mirar a los lados (1969)
- Cuestión de calibres (1982)
- El desconocimiento de la necesidad (1984)
- Secuelas (1986)
- Desilusión óptica (1988)
- Recuento obligado (1994)
- Miscelánea cruel (1998)
- Solo sé que así fue (2005)
- Búsquedas (2007)
- Última espera (2011)
- Miscelánea cruel (2014)
- De entonces y ahora (2014)

### Novela juvenil
- En las fauces del terror (2006)
- Carnaval macabro (2008)
- Volveré de ultratumba (2009)

### Cuento infantil
- ¡Qué te pasa, calabaza! (2001)
- ¡Ah, qué vida tan chaparra! (2006)
- ¡Újule, Julián! (2008)
- ¡Ay, qué vida tan chaparra! (2011)
- Ale el alebrije (2012)

### Ensayo
- La creación literaria o Carrerita escritor quiere ser (1998)
- Diré adiós a los señores. Vida cotidiana en la época de Maximiliano y Carlota (1999)
- Diré adiós a los señores. Vida cotidiana en la época de Maximiliano y Carlota (2007)
- Diré adiós a los señores. Vida cotidiana en la época de Maximiliano y Carlota (libro electrónico) (2007)

### Cómic
- Torbellino
- ¡Adiós mamá Carlota! La intervención francesa y el imperio de Maximiliano (1981)
- El rostro oculto. La Decena Trágica (1981)
- Los dorados. Pancho Villa y la División del Norte (1982)
- La muerte de arco y flecha recorre a caballo el Nuevo Santander (1999)
- La epopeya de Reynosa (2010)

### Crónica
- Crónica de las Huastecas. En las tierras del caimán y la sirena (1995)
- Andanzas por las tierras del caimán y la sirena (2010)

### Antologías
- La violencia en México (1971)
- Jueves de corpus (1971)
- Genaro Vázquez (1972)
- Entre el Pánuco y el Bravo. Una visión antológica de la literatura en Tamaulipas (1994)
- Tamaulipas. Una literatura a contrapelo. Poesía, narrativa, ensayo y teatro (1851-1992) (1994)
- Novelistas tamaulipecos (muestras y referencias) (2000)
- Cuentistas tamaulipecos (Del fin de siglo, hacia el nuevo milenio) (2000)

### Antologías de talleristas
- En las fronteras del cuento (1998)
- Canto rodado (1998)
- Por allá por el convento (1997)
- Rounds de sombra (1982)